# يوليا فرانك
يوليا فرانك (بالألمانية: Julia Franck)‏ (و. 1970 – م) هي كاتبة من ألمانيا . ولدت في برلين الشرقية .
وهي عضوة في German PEN Center .

## جوائز
حصلت على جوائز منها:
- German Book Prize (2007)
- Marie Luise Kaschnitz Prize (2004)
- Alfred-Döblin-Stipendium (1998).

## روابط خارجية
- يوليا فرانك على موقع IMDb (الإنجليزية)
- يوليا فرانك على موقع مونزينجر (الألمانية)
- يوليا فرانك على موقع ألو سيني (الفرنسية)
- يوليا فرانك على موقع أول موفي (الإنجليزية)
- يوليا فرانك على موقع كينوبويسك (الروسية)